# تیم ملی فوتبال زیر ۲۳ سال اروگوئه
تیم ملی فوتبال زیر ۲۳ سال اروگوئه (انگلیسی: Uruguay national under-23 football team) یا تیم فوتبال المپیک اروگوئه نماینده کشور اروگوئه در بازی‌های المپیک و پان امریکن و مسابقات زیر ۲۳ سال کونمبول است.

## بازی‌های المپیک
| فوتبال در بازی‌های المپیک تابستانی | فوتبال در بازی‌های المپیک تابستانی | فوتبال در بازی‌های المپیک تابستانی | فوتبال در بازی‌های المپیک تابستانی | فوتبال در بازی‌های المپیک تابستانی | فوتبال در بازی‌های المپیک تابستانی | فوتبال در بازی‌های المپیک تابستانی | فوتبال در بازی‌های المپیک تابستانی | فوتبال در بازی‌های المپیک تابستانی |
| سال                               | مرحله                             | جایگاه                            | GP                                | W                                 | D                                 | L                                 | GS                                | GA                                |
| --------------------------------- | --------------------------------- | --------------------------------- | --------------------------------- | --------------------------------- | --------------------------------- | --------------------------------- | --------------------------------- | --------------------------------- |
| تا ۱۹۸۸                           | ببینید تیم ملی فوتبال اروگوئه     | ببینید تیم ملی فوتبال اروگوئه     | ببینید تیم ملی فوتبال اروگوئه     | ببینید تیم ملی فوتبال اروگوئه     | ببینید تیم ملی فوتبال اروگوئه     | ببینید تیم ملی فوتبال اروگوئه     | ببینید تیم ملی فوتبال اروگوئه     | ببینید تیم ملی فوتبال اروگوئه     |
| ۱۹۹۲                              | حضور نداشت                        | حضور نداشت                        | حضور نداشت                        | حضور نداشت                        | حضور نداشت                        | حضور نداشت                        | حضور نداشت                        | حضور نداشت                        |
| ۱۹۹۶                              | حضور نداشت                        | حضور نداشت                        | حضور نداشت                        | حضور نداشت                        | حضور نداشت                        | حضور نداشت                        | حضور نداشت                        | حضور نداشت                        |
| ۲۰۰۰                              | حضور نداشت                        | حضور نداشت                        | حضور نداشت                        | حضور نداشت                        | حضور نداشت                        | حضور نداشت                        | حضور نداشت                        | حضور نداشت                        |
| ۲۰۰۴                              | حضور نداشت                        | حضور نداشت                        | حضور نداشت                        | حضور نداشت                        | حضور نداشت                        | حضور نداشت                        | حضور نداشت                        | حضور نداشت                        |
| ۲۰۰۸                              | حضور نداشت                        | حضور نداشت                        | حضور نداشت                        | حضور نداشت                        | حضور نداشت                        | حضور نداشت                        | حضور نداشت                        | حضور نداشت                        |
| ۲۰۱۲                              | مرحله گروهی                       | ۹                                 | ۳                                 | ۱                                 | ۰                                 | ۲                                 | ۲                                 | ۴                                 |
| ۲۰۱۶                              | حضور نداشت                        | حضور نداشت                        | حضور نداشت                        | حضور نداشت                        | حضور نداشت                        | حضور نداشت                        | حضور نداشت                        | حضور نداشت                        |
| ۲۰۲۰                              | حضور نداشت                        | حضور نداشت                        | حضور نداشت                        | حضور نداشت                        | حضور نداشت                        | حضور نداشت                        | حضور نداشت                        | حضور نداشت                        |
| مجموع                             | ۲ مدال طلا                        | ۳/۲۷                              | ۱۳                                | ۱۰                                | ۱                                 | ۲                                 | ۳۴                                | ۱۱                                |

## بازی‌های پان آمریکن
| فوتبال در بازی‌های پان امریکن | فوتبال در بازی‌های پان امریکن  | فوتبال در بازی‌های پان امریکن  | فوتبال در بازی‌های پان امریکن  | فوتبال در بازی‌های پان امریکن  | فوتبال در بازی‌های پان امریکن  | فوتبال در بازی‌های پان امریکن  | فوتبال در بازی‌های پان امریکن  | فوتبال در بازی‌های پان امریکن  |
| سال                          | مرحله                         | جایگاه                        | GP                            | W                             | D*                            | L                             | GS                            | GA                            |
| ---------------------------- | ----------------------------- | ----------------------------- | ----------------------------- | ----------------------------- | ----------------------------- | ----------------------------- | ----------------------------- | ----------------------------- |
| تا ۱۹۹۵                      | ببینید تیم ملی فوتبال اروگوئه | ببینید تیم ملی فوتبال اروگوئه | ببینید تیم ملی فوتبال اروگوئه | ببینید تیم ملی فوتبال اروگوئه | ببینید تیم ملی فوتبال اروگوئه | ببینید تیم ملی فوتبال اروگوئه | ببینید تیم ملی فوتبال اروگوئه | ببینید تیم ملی فوتبال اروگوئه |
| ۱۹۹۹                         | مرحله مقدماتی                 | ۹                             | ۴                             | ۰                             | ۱                             | ۳                             | ۲                             | ۹                             |
| ۲۰۰۳ تا ۲۰۰۷                 | حضور نداشت                    | حضور نداشت                    | حضور نداشت                    | حضور نداشت                    | حضور نداشت                    | حضور نداشت                    | حضور نداشت                    | حضور نداشت                    |
| ۲۰۱۱                         | مدال برنز                     | ۳                             | ۵                             | ۲                             | ۱                             | ۲                             | ۶                             | ۸                             |
| ۲۰۱۵                         | مدال طلا                      | ۱                             | ۵                             | ۴                             | ۰                             | ۱                             | ۸                             | ۲                             |
| ۲۰۱۹                         | مقام چهارم                    | ۴                             | ۵                             | ۳                             | ۰                             | ۲                             | ۷                             | ۴                             |
| ۲۰۲۳                         | حضور دارد                     | حضور دارد                     | حضور دارد                     | حضور دارد                     | حضور دارد                     | حضور دارد                     | حضور دارد                     | حضور دارد                     |
| مجموع                        | ۲ مدال طلا مدال‌ها             | ۸/۱۹                          | ۱۹                            | ۹                             | ۲                             | ۸                             | ۲۳                            | ۲۳                            |